# 伊和牙马特
伊和牙马特是位于中国内蒙古自治区呼伦贝尔市新巴尔虎右旗阿尔山苏木东部的一个湖泊。其位置约在东经116°40′，北纬48°47′。湖面海拔620米，面积达1平方公里。该湖的主要沉积物为石盐和芒硝。伊和在蒙古语中的意思是大，牙马特的意思则是有山羊的湖。